# Biblioteca de Pèrgam

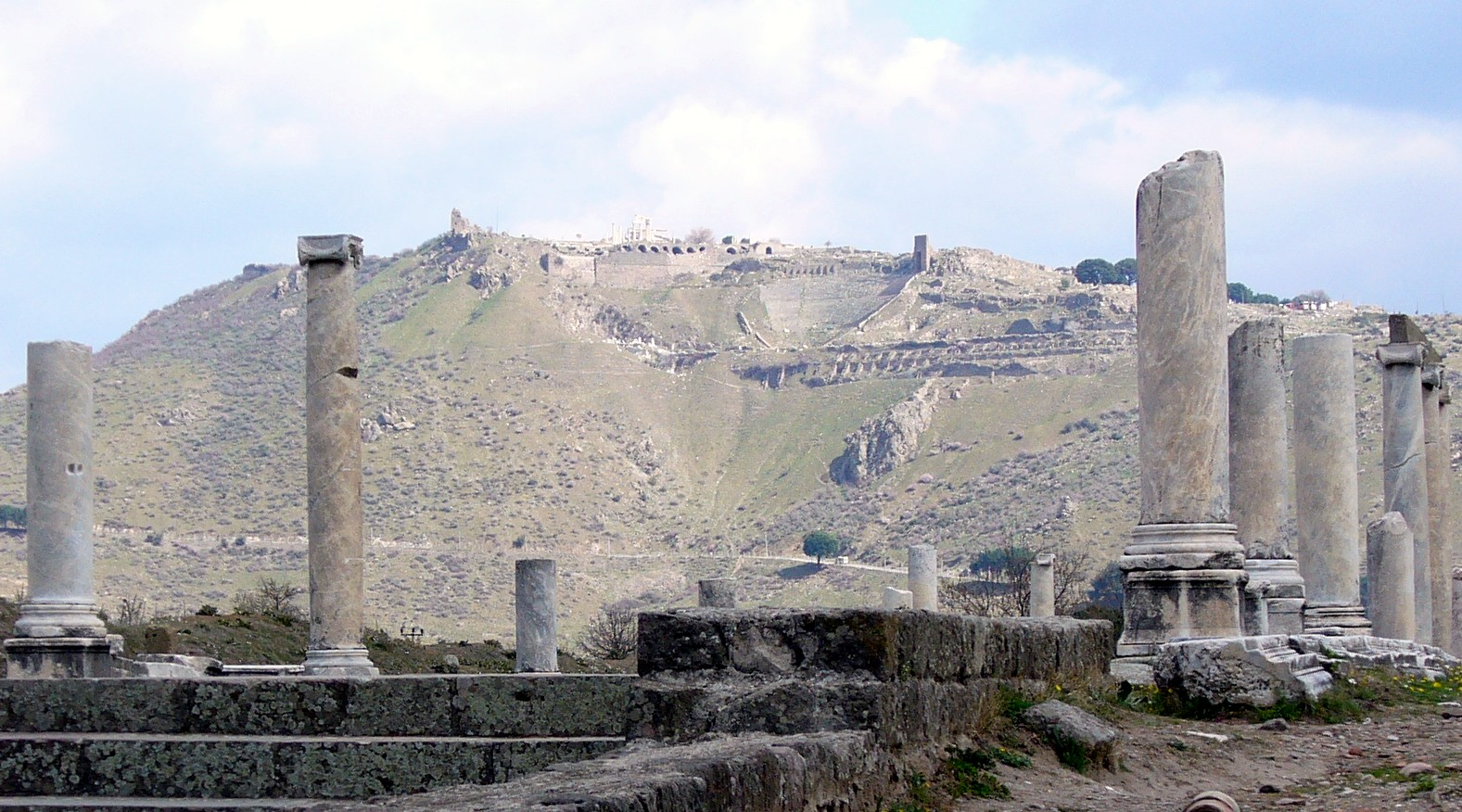
Pujol de l'antiga Pèrgam sobre el que es va construir la biblioteca (1991)

Mapa del temple d'Atenea (1885) a les quatre habitacions per sobre de la Stoa al nord hi havia la biblioteca

La Biblioteca de Pèrgam va ser una de les més grans biblioteques de l'Antiguitat la segona en importància després de la d'Alexandria . Ambdues van competir durant un temps en qualitat, nombre de volums i importància, la seva història, però, és menys coneguda que la de la biblioteca d'Alexandria. Estava situada a la (ciutat estat) de Pèrgam (ara Bergama a Turquia). El poc que es coneix sobre aquesta biblioteca és el que va aportar l'escriptor i viatger romà Plini el Vell en la seva obra Naturalis Historia.
Els reis de Pèrgam van ser col·leccionistes d'art i altres temes i sobretot bibliófils i van tenir una gran preocupació per la cultura (com els ptolemaics a Egipte). Estaven interessats a convertir la seva capital, Pèrgam, en una ciutat com Atenes en l'època de Pèricles.
Sembla que en aquesta biblioteca s'hi van guardar com un gran tresor i durant cent anys els manuscrits d'Aristòtil, sense publicar-ne ni fer-ne cap edició. Només quan van arribar a Roma i sota la insistència i l'obstinació del polític i escriptor Ciceró es va procedir a editar-los i donar-los a conèixer no només als estudiosos de les biblioteques sinó a tot el que volgués llegir-los.

## Història
El rei de Pèrgam Àtal I Sóter va ser el fundador de la biblioteca i el seu fill Eumenes II va ser el que la va engrandir i va fomentar; va arribar a acumular fins a 200.000 volums (altres fonts parlen de 300.000). Allí es va establir una escola d'estudis gramaticals, com havia succeït a Alexandria, però amb un corrent diferent. Mentre a Alexandria es van especialitzar en edicions de textos literaris i crítica gramatical, a Pèrgam es van inclinar més a la filosofia, sobretot a la filosofia estoica, a la cerca de la lògica en lloc de fer anàlisis filològiques.
L'any 47 aC va tenir lloc l'incendi d'Alexandria i part de la seva biblioteca, arran dels enfrontaments per mar entre l'exèrcit egipci i Juli Cèsar. Segons narra Plutarc en les seves Vides paral·leles, més tard, com recompensa per les pèrdues, Marc Antoni hauria enviat al Serapeu d'Alexandria els volums de la biblioteca de Pèrgam, que ja havia estat saquejada amb anterioritat per causa de les lluites polítiques que va haver-hi a Àsia Menor en aquells anys. Aquest va ser la fi de la segona gran biblioteca de l'Antiguitat.

## Pergamí
Els volums de Pèrgam eren copiats en un material anomenat pergamí (charta pergamena) perquè va ser inventat i assajat precisament en aquesta ciutat. Al principi els llibres eren de papir, que només era produït a Alexandria, però segons una llegenda, Alexandria va deixar de proveir aquesta matèria a Pèrgam, per qüestions polítiques i de rivalitat, i Pèrgam va haver d'enginyar-se-les d'una altra manera. Els historiadors asseguren que l'elecció del pergamí va ser completament voluntària i pel fet de ser aquest un material més manejable i durador.
Així va tenir lloc a la producció del pergamí, que està fet d'una làmina prima de pell d'ovella o de cabra. El pergamí va reduir la dependència de l'Imperi Romà del papir egipci i va permetre l'augment de la difusió del coneixement a tot Europa i Àsia. La introducció de pergamí també va permetre ampliar en gran manera els fons de la Biblioteca de Pèrgam.